# Comuna Dașkivka, Kobeleakî
Dașkivka (în ucraineană Дашківка) este o comună în raionul Kobeleakî, regiunea Poltava, Ucraina, formată din satele Dașkivka (reședința), Hrîhorivka, Revușciîne, Șevcenkî și Tverdohlibî.

## Demografie
Componența lingvistică a comunei Dașkivka
     Ucraineană (95,57%)
     Rusă (3,91%)
     Alte limbi (0,09%)
Conform recensământului din 2001, majoritatea populației comunei Dașkivka era vorbitoare de ucraineană (95,57%), existând în minoritate și vorbitori de rusă (3,91%).